# Speculum Orbis Terrae
Lo Speculum Orbis Terrae è un atlante pubblicato da Cornelis de Jode ad Anversa nel 1593.
Si tratta di una continuazione e di un ampliamento dell'atlante che suo padre, Gerard de Jode, aveva lasciato incompleto alla sua morte nel 1591, con il quale a sua volta cercò di ampliare e migliorare quello da lui stesso pubblicato in due volumi con il titolo Speculum Orbis Terrarum.  L'opera fu stampata nella casa editrice dello stampatore di Anversa Gerard Smits.

## Descrizione

### Prima edizione
L'atlante è composto da due parti con frontespizi separati, due dediche, un elenco di 92 autori le cui opere sono state utilizzate nell'atlante (principalmente per sviluppare le descrizioni sul retro delle mappe) e numerosi errata corrige. In totale contiene 65 tavole con 90 mappe, ma solo 4 mappe hanno le date della loro creazione (due del 1569, una del 1570 e una del 1577). Le singole tavole erano numerate con numeri romani e la maggior parte delle mappe aveva spiegazioni in latino sul verso.

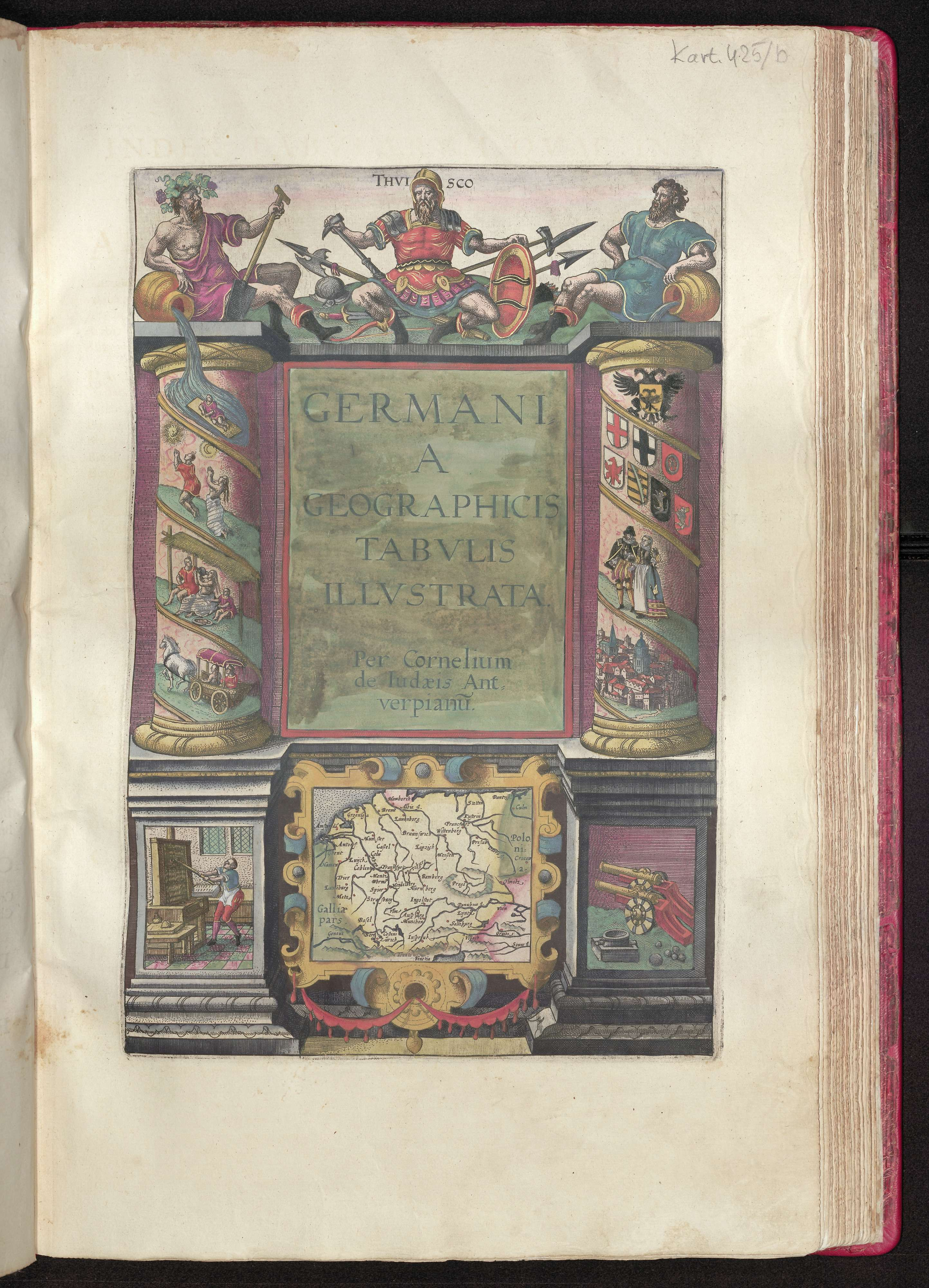
Frontespizio della seconda edizione dell'atlante Speculum orbis terrae (1593)

### Seconda edizione
La seconda edizione fu pubblicata ad Anversa e stampata da Arnout Cornix (Arnold Coninx). Esistono due varianti di questa edizione che differiscono nella pagina del titolo principale.